# Olympische Jugend-Sommerspiele 2014/Fußball
| Fußball bei den II. Olympischen Jugend-Sommerspielen | Fußball bei den II. Olympischen Jugend-Sommerspielen |
| Olympische Ringe · Fußball                           | Olympische Ringe · Fußball                           |
| Informationen                                        | Informationen                                        |
| ---------------------------------------------------- | ---------------------------------------------------- |
| Teilnehmer:                                          | 216 Athleten                                         |
| Datum:                                               | 14. August–27. August                                |
| Austragungsort:                                      | Jiangning Sports Center                              |
| Wettkampfort:                                        | Nanjing                                              |
| Entscheidungen:                                      | 2                                                    |
| ← Singapur 2010                                      | Buenos Aires 2018 →                                  |
| Olympische Ringe                                     | Fußball                                              |

| Olympische Jugend-Sommerspiele 2014 (Medaillenspiegel Fußball) | Olympische Jugend-Sommerspiele 2014 (Medaillenspiegel Fußball) | Olympische Jugend-Sommerspiele 2014 (Medaillenspiegel Fußball) | Olympische Jugend-Sommerspiele 2014 (Medaillenspiegel Fußball) | Olympische Jugend-Sommerspiele 2014 (Medaillenspiegel Fußball) | Olympische Jugend-Sommerspiele 2014 (Medaillenspiegel Fußball) |
| Platz                                                          | Mannschaft                                                     | Goldmedaillen                                                  | Silbermedaillen                                                | Bronzemedaillen                                                | Gesamt                                                         |
| -------------------------------------------------------------- | -------------------------------------------------------------- | -------------------------------------------------------------- | -------------------------------------------------------------- | -------------------------------------------------------------- | -------------------------------------------------------------- |
| 01                                                             | China                                                          | 1                                                              | —                                                              | —                                                              | 1                                                              |
| 0                                                              | Peru                                                           | 1                                                              | —                                                              | —                                                              | 1                                                              |
| 03                                                             | Venezuela                                                      | —                                                              | 1                                                              | —                                                              | 1                                                              |
| 0                                                              | Südkorea                                                       | —                                                              | 1                                                              | —                                                              | 1                                                              |
| 05                                                             | Mexiko                                                         | —                                                              | —                                                              | 1                                                              | 1                                                              |
| 0                                                              | Island                                                         | —                                                              | —                                                              | 1                                                              | 1                                                              |

Bei den Olympischen Jugend-Sommerspielen 2014 in der chinesischen Metropole Nanjing wurden zwei Wettbewerbe im Fußball ausgetragen.
Die Spiele fanden vom 14. bis zum 27. August im Jiangning Sports Center statt.

## Turnier der Mädchen

### Gruppe A
| Pl. | Land            | Sp. | S | U | N | Tore    | Diff. | Punkte |
| --- | --------------- | --- | - | - | - | ------- | ----- | ------ |
| 1.  | Venezuela       | 2   | 2 | 0 | 0 | 013:200 | +11   | 06     |
| 2.  | Slowakei        | 2   | 1 | 0 | 1 | 006:600 | ±0    | 03     |
| 3.  | Papua-Neuguinea | 2   | 0 | 0 | 2 | 000:110 | −11   | 0      |

|                 |   |                 |     |
| 14. August      |   |                 |     |
| Papua-Neuguinea | – | Venezuela       | 0:7 |
| 17. August      |   |                 |     |
| Venezuela       | – | Slowakei        | 6:2 |
| 20. August      |   |                 |     |
| Slowakei        | – | Papua-Neuguinea | 4:0 |

### Gruppe B
| Pl. | Land    | Sp. | S | U | N | Tore    | Diff. | Punkte |
| --- | ------- | --- | - | - | - | ------- | ----- | ------ |
| 1.  | China   | 2   | 2 | 0 | 0 | 012:000 | +12   | 06     |
| 2.  | Mexiko  | 2   | 1 | 0 | 1 | 009:200 | +7    | 03     |
| 3.  | Namibia | 2   | 0 | 0 | 2 | 000:190 | −19   | 0      |

|            |   |         |      |
| 14. August |   |         |      |
| China      | – | Mexiko  | 2:0  |
| 17. August |   |         |      |
| Mexiko     | – | Namibia | 9:0  |
| 20. August |   |         |      |
| Namibia    | – | China   | 0:10 |

### Finalrunde

#### Halbfinale
|            |   |          |                      |
| 23. August |   |          |                      |
| Venezuela  | – | Mexiko   | 1:1 (1:1), 4:3 i. E. |
| China      | – | Slowakei | 0:0, 4:2 i. E.       |

#### Spiel um Platz 5
|                 |   |         |     |
| 25. August      |   |         |     |
| Papua-Neuguinea | – | Namibia | 3:2 |

#### Spiel um Bronze
|            |   |          |     |
| 26. August |   |          |     |
| Mexiko     | – | Slowakei | 3:1 |

#### Finale
|            |   |       |     |
| 26. August |   |       |     |
| Venezuela  | – | China | 0:5 |

### Medaillenränge
| Rang             | Medaillengewinner |
| ---------------- | --- |
| Gold China       | Xu Huan, Zhang Jiayun, Chen Qiaozhu, Tu Linli, Xie Qiwen, Ma Xiaolan, Fang Jie, Chen Xia, Wang Yanwen, Zhao Yujie, Yan Yingying, Wan Wenting, Li Quington, Wu Xi, Zhan Ying, Tao Zhudan, Jin Kun, Zheng Jie |
| Silber Venezuela | Nayluisa Caceres, Yenleidys Caldoza, Sandra Luzardo, Fatima Lobo, Iceis Briceno, Nikol Gonzalez, Olimar Castillo, Nathalie Pasquel, Deyna Castellanos, Yuleisi Rivero, Leidy Delpino, Valentina Bonaiuto, Estefania Sequera, Hilary Vergara, Maria Ortegano, Argelis Campos, Greisbell Marquez, Katherith Portillo |
| Bronze Mexiko    | Kelsey Brann, Alma Lopez, Maria Acedo, Kimberly Rodriguez, Karen Saucedo, Vanessa Gonzalez, Vannya Garcia, Alexia Delgado, Daniela Garcia, Marianna Maldonado, Montserrat Hernandez, Paulina Gutierrez, Akemi Yokoyama, Dulce Martinez, Diana Anguiano, Dayana Cazares, Jimena López, Alejandra Zaragoza           |

## Turnier der Jungen

### Gruppe C
| Pl. | Land     | Sp. | S | U | N | Tore    | Diff. | Punkte |
| --- | -------- | --- | - | - | - | ------- | ----- | ------ |
| 1.  | Peru     | 2   | 2 | 0 | 0 | 005:200 | +3    | 06     |
| 2.  | Island   | 2   | 1 | 0 | 1 | 006:200 | +4    | 03     |
| 3.  | Honduras | 2   | 0 | 0 | 2 | 001:800 | −7    | 0      |

|            |   |          |     |
| 15. August |   |          |     |
| Honduras   | – | Island   | 0:5 |
| 18. August |   |          |     |
| Island     | – | Peru     | 1:2 |
| 21. August |   |          |     |
| Peru       | – | Honduras | 3:1 |

### Gruppe D
| Pl. | Land      | Sp. | S | U | N | Tore    | Diff. | Punkte |
| --- | --------- | --- | - | - | - | ------- | ----- | ------ |
| 1.  | Südkorea  | 2   | 2 | 0 | 0 | 014:000 | +14   | 06     |
| 2.  | Kap Verde | 2   | 1 | 0 | 1 | 007:600 | +1    | 03     |
| 3.  | Vanuatu   | 2   | 0 | 0 | 2 | 001:160 | −15   | 0      |

|            |   |           |     |
| 15. August |   |           |     |
| Kap Verde  | – | Südkorea  | 0:5 |
| 18. August |   |           |     |
| Südkorea   | – | Vanuatu   | 9:0 |
| 21. August |   |           |     |
| Vanuatu    | – | Kap Verde | 1:7 |

### Finalrunde

#### Halbfinale
|            |   |           |                      |
| 24. August |   |           |                      |
| Peru       | – | Kap Verde | 3:1                  |
| Südkorea   | – | Island    | 1:1 (0:0), 3:1 i. E. |

#### Spiel um Platz 5
|            |   |         |     |
| 25. August |   |         |     |
| Honduras   | – | Vanuatu | 5:0 |

#### Spiel um Bronze
|            |   |        |     |
| 27. August |   |        |     |
| Kap Verde  | – | Island | 0:4 |

#### Finale
|            |   |          |     |
| 27. August |   |          |     |
| Peru       | – | Südkorea | 2:1 |

### Medaillenränge
| Rang            | Medaillengewinner |
| --------------- | --- |
| Gold Peru       | Fabián Caytuiro, Marco Saravia, Brayan Velarde, Fabio Rojay, Carlos Huerto, Christian Sanchez, Gerald Tavara, Jose Inga, Ivan Cruz, Anthony Quijano, Christopher Olivares, Ismael Quispe, Darwin Melendez, Franklin Gil, Ray Contreras, Alessandro Milesi, Fernando Pacheco, Rodolfo Angeles                                                                                         |
| Silber Südkorea | Lee Changmin, Park Kyeongwoo, Lee Sangsu, Park Junphil, Kim Mingyu, Kim Chan, Im Wharang, Jeong Woo-yeong, Joo Hwimin, Kim Seongjun, Lee Jiyong, Lee Kyuhyuk, Hong Hyun-seok, Kim Gyuhyeong, Lim Jaehyuk, Kim Kyunam, Shin Dohyun, Kim Seungha |
| Bronze Island   | Solvi Bjornsson, Kristinn Petursson, Isak Atli Kristjansson, Karl Vidar Magnusson, Torfi Gunnarsson, Alex Thor Hauksson, Kolbeinn Finnsson, Aron Kari Adalsteinsson, Jonatan Jonsson, Hilmar Andrew McShane, Kristófer Ingi Kristinsson, Aron Stefansson, Helgi Guðjónsson, Gisli Kristjansson, Gudmunudur Tryggvason, Sigurbergur Bjarnason, Oliver Thorlacius, Atli Hrafn Andrason |